# Iossif Langbard
Iossif Grigorievitch Langbard, ou Josef Langbard (biélorusse : Іосіф Рыгоравіч Лангбард, russe : Иосиф Григорьевич Лангбард) (Bielsk Podlaski, Gouvernement de Grodno, 6 janvier 1882 – Leningrad, 3 janvier 1951) était un architecte soviétique biélorusse et artiste émérite de la République socialiste soviétique de Biélorussie (1934).

## Biographie
Langbard a étudié l'architecture à l'École d'Art Grekov d'Odessa en 1901, puis à l'Académie russe des beaux-arts de Saint-Pétersbourg (de 1907 à 1914), et plus tard, il y retourna pour enseigner et devenir un professeur de 1939 à 1950. 
Il a été l'architecte de plusieurs bâtiments parmi les plus importants de la période soviétique à Minsk, notamment le Bâtiment du Gouvernement de la RSS de Biélorussie (1930-33), la Maison des Officiers (1934-39), le Théâtre national d'opéra et de ballet (1935-38), et l'Académie des Sciences de la RSS de Biélorussie (1935-39),. 
Langbard a également travaillé sur des bâtiments à Kiev après qu'elle est devenue capitale de l'Ukraine, en particulier le bâtiment du Ministère des Affaires Étrangères de l'Ukraine.

## Œuvres
- Monument à Taras Shevchenko

### Galerie

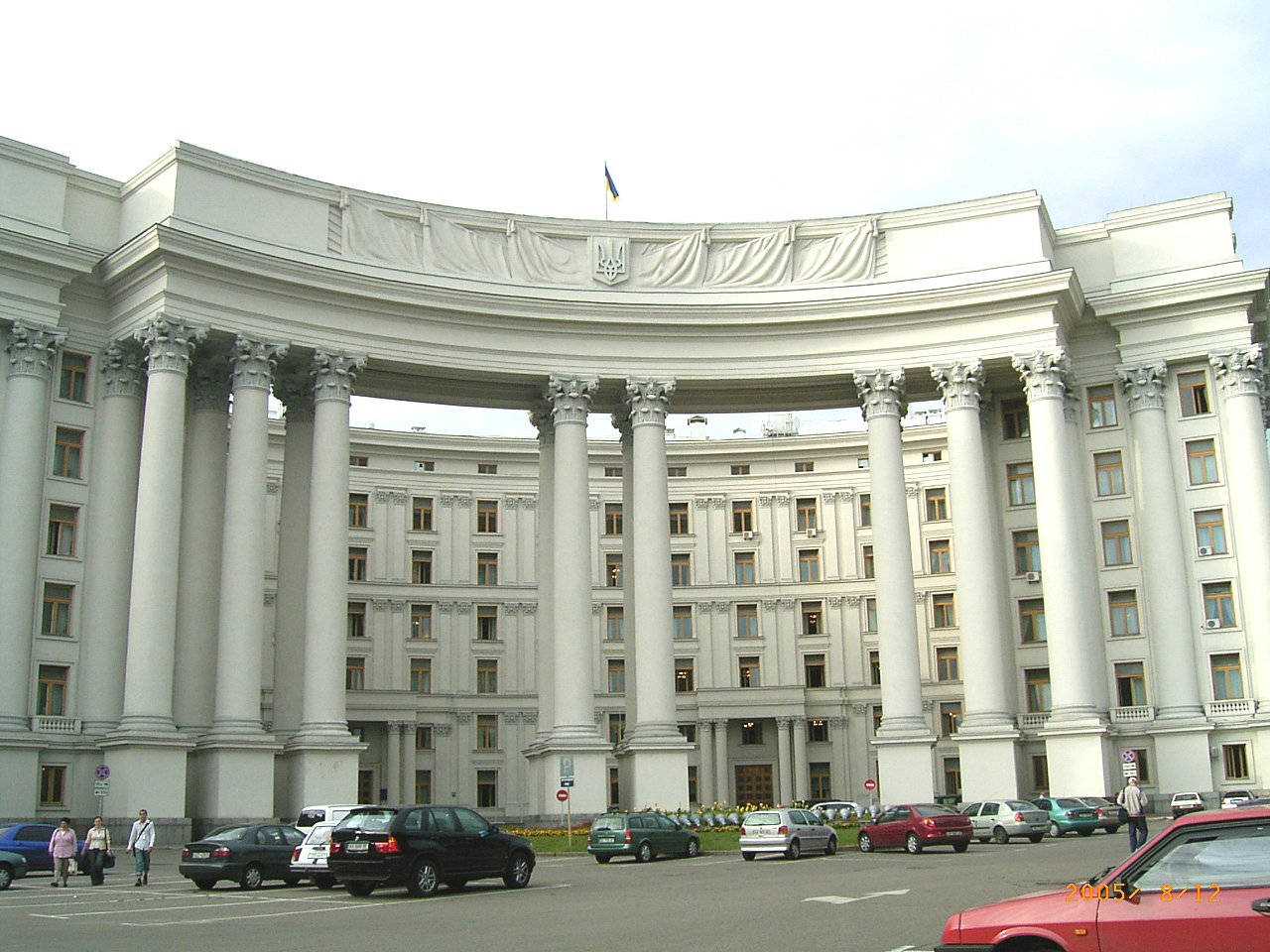
Ministère des Affaires Étrangères, Kiev
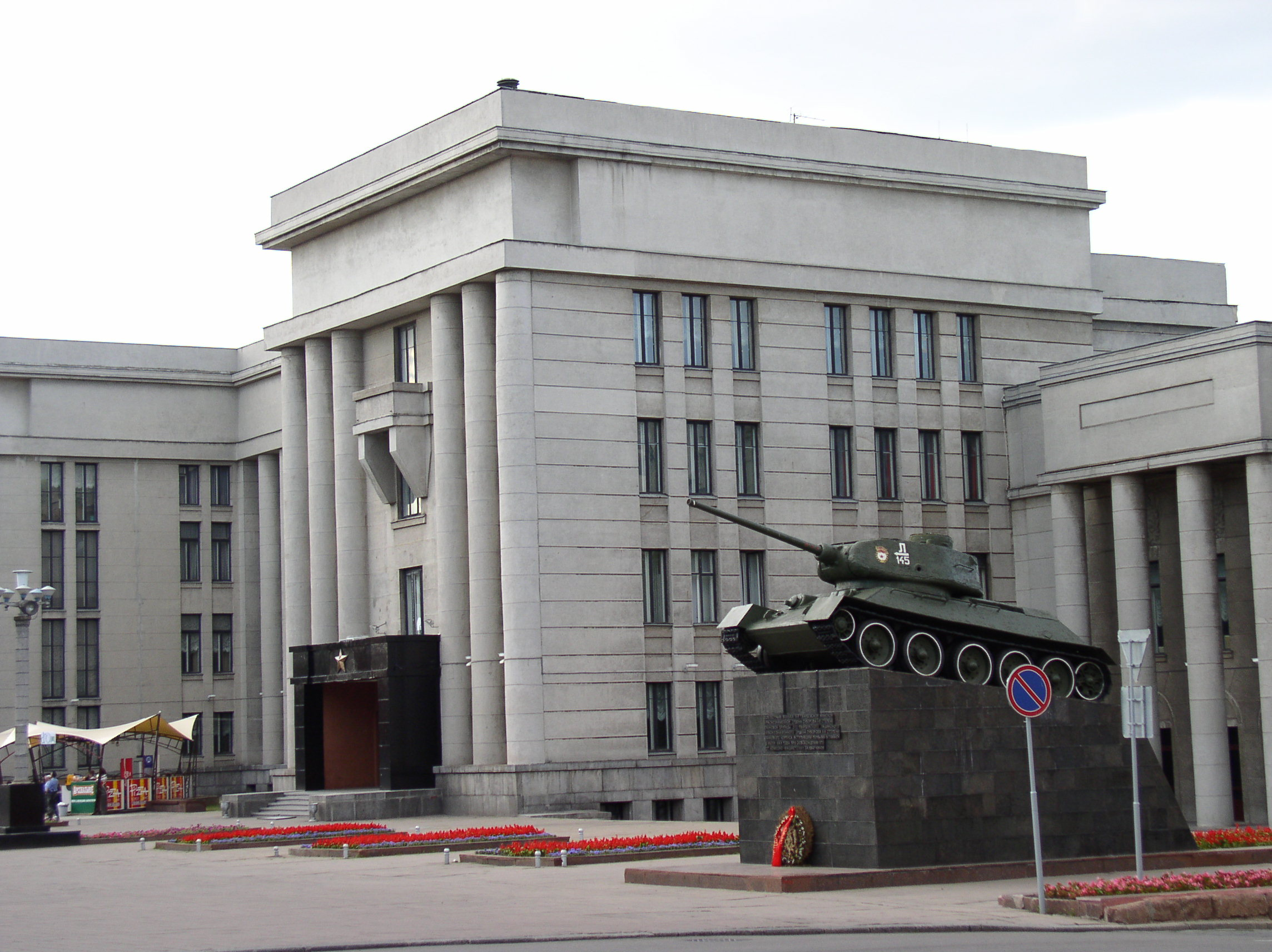
Maison des Officiers, Minsk
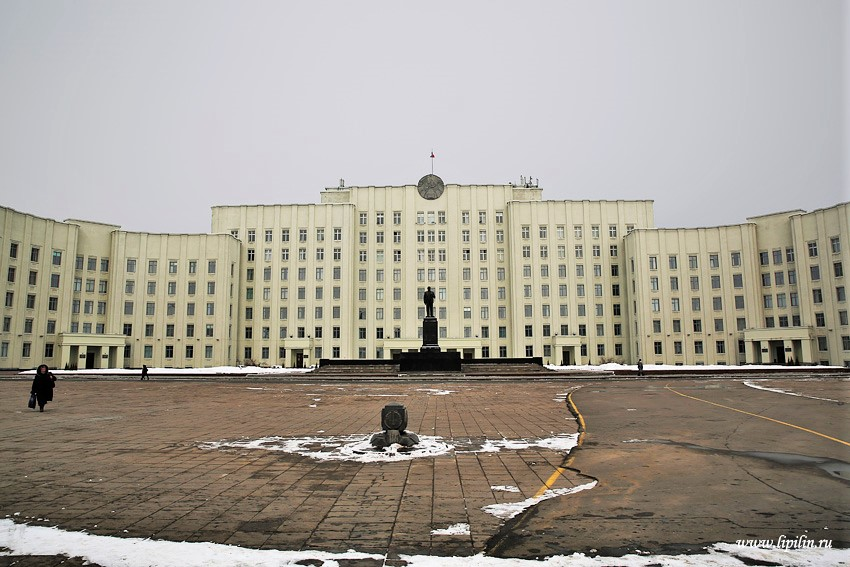
Oblispolkom, Mogilev
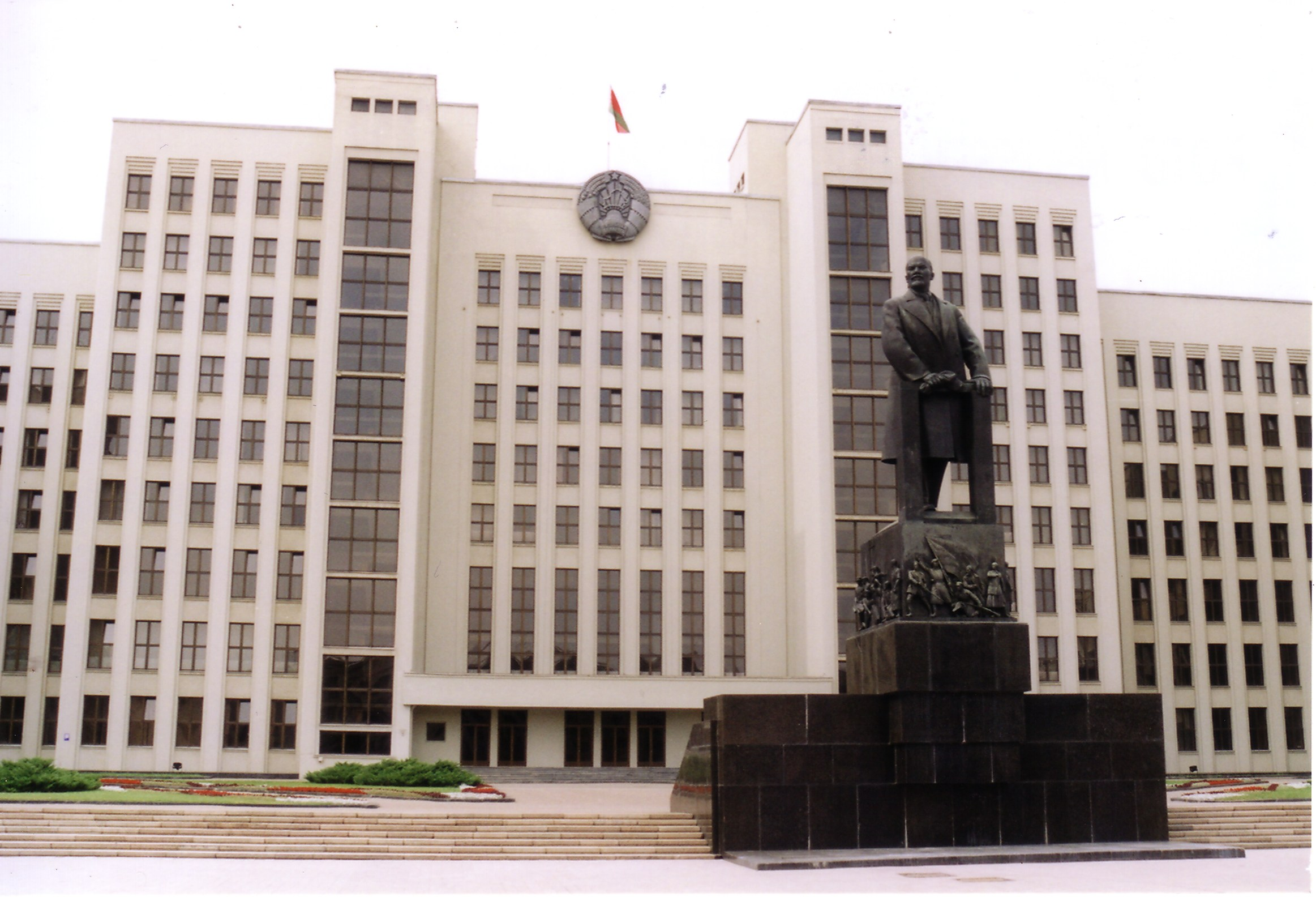
Palais du Gouvernement, Minsk
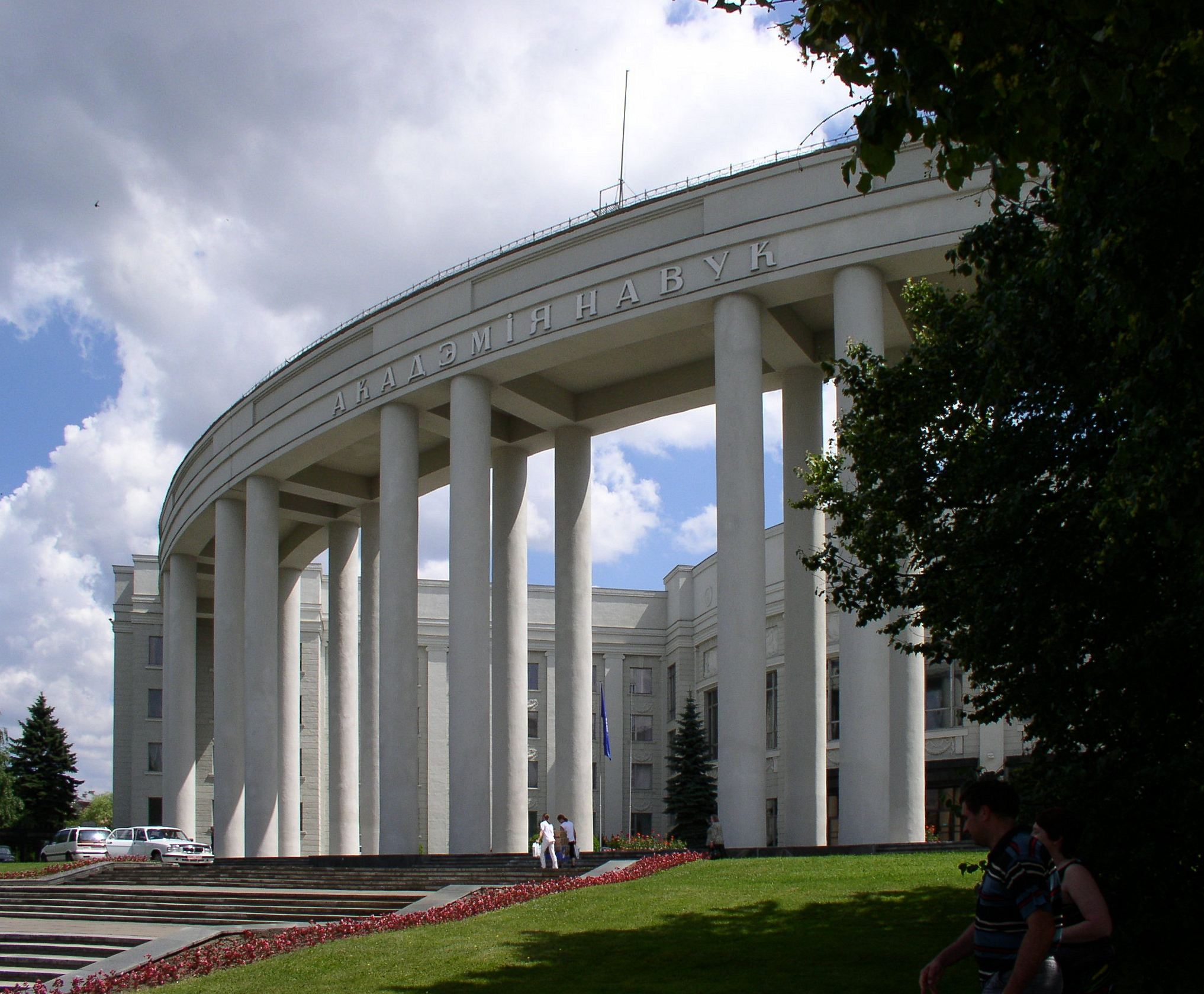
Académie des Sciences de Biélorussie, Minsk
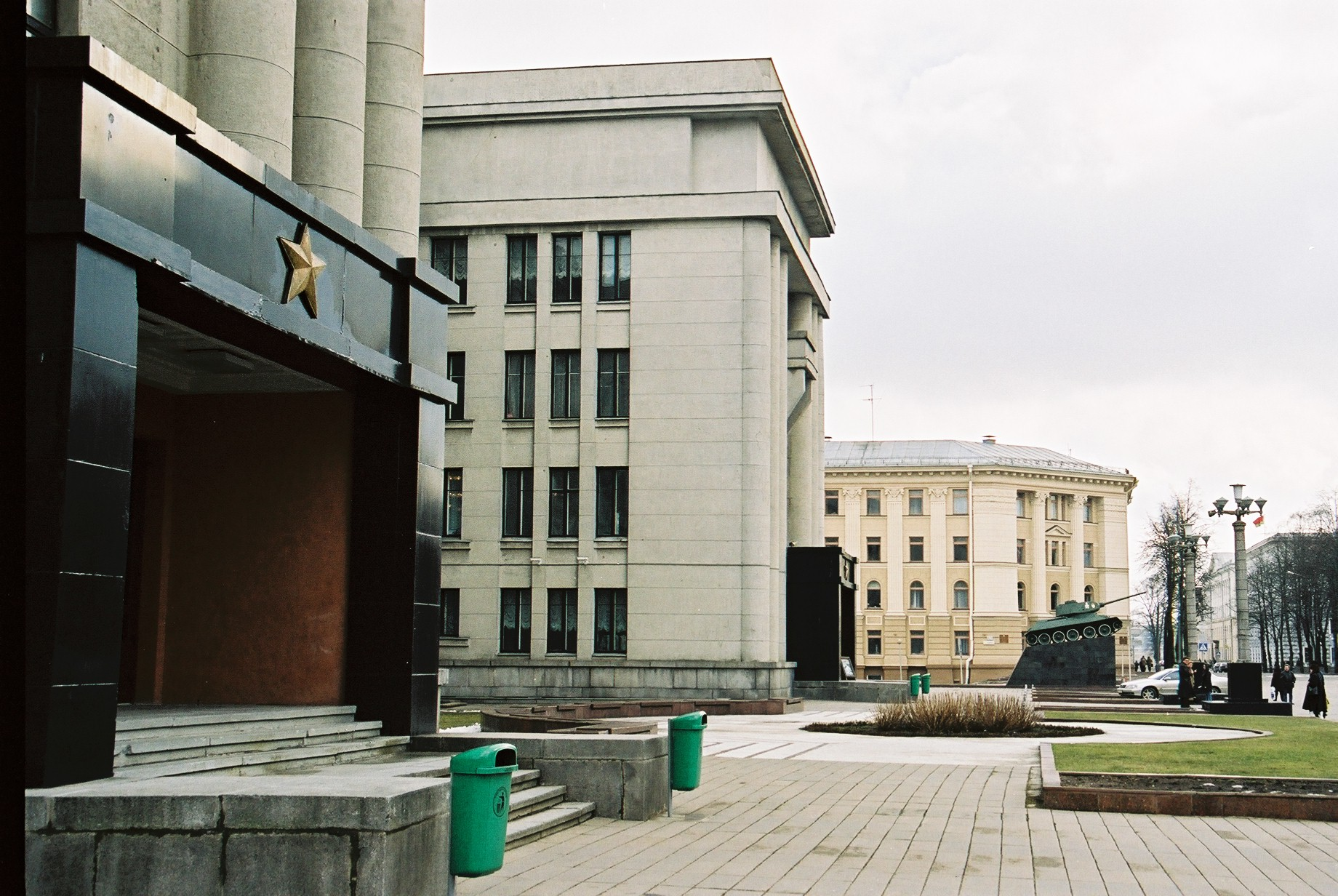
Maison des Officiers, Minsk
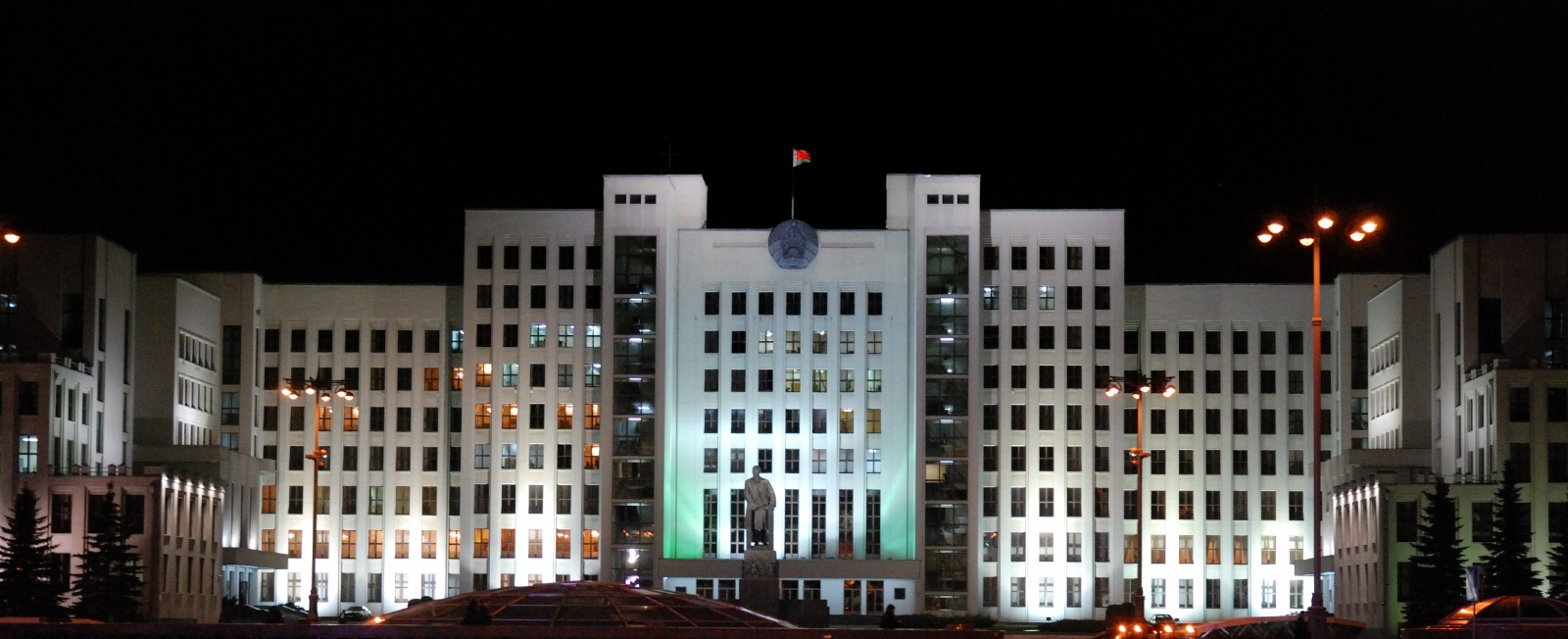
Palais du Gouvernement, Minsk
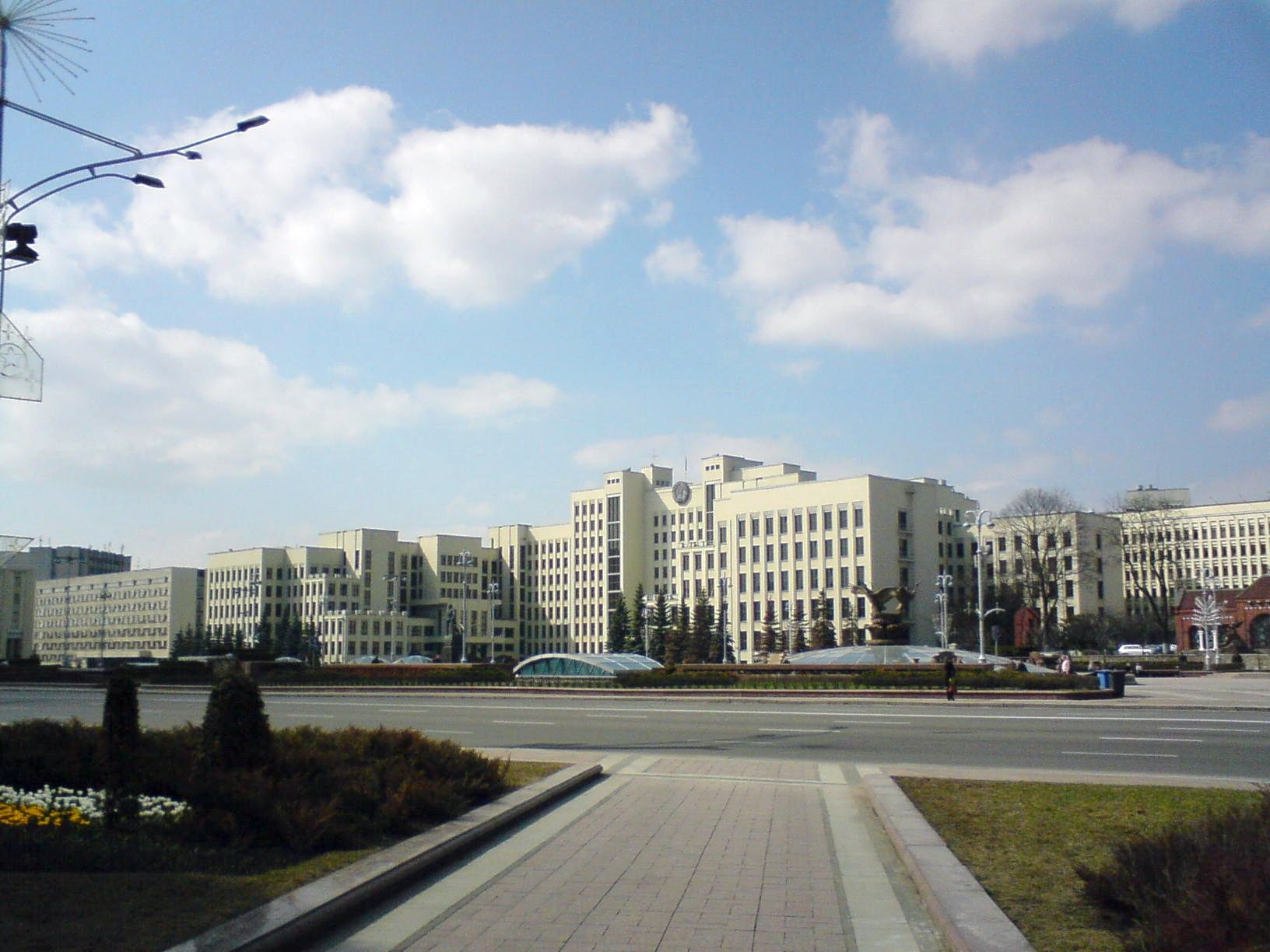
Palais du Gouvernement, Minsk
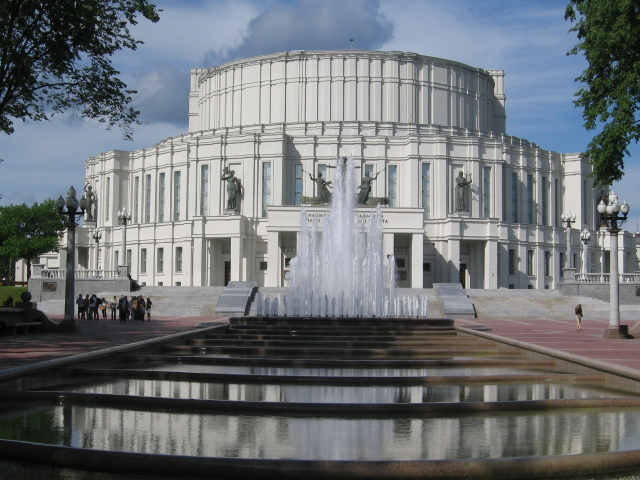
Théâtre national d'opéra et de ballet, Minsk